# Karl VI của Thánh chế La Mã
Karl VI của Thánh chế La Mã (tiếng Đức: Karl VI.; 1 tháng 10 năm 1685 – 20 tháng 10 năm 1740) là Hoàng đế La Mã Thần thánh từ 1711 đến 1740. Ông đã kế thừa ngai vàng từ anh trai của mình là Joseph I, với các tước vị Hoàng đế La Mã Thần thánh (Karl VI), Vua của Bohemia (Karel II), Vua của Hungary và Croatia (Károly III), và Vua của Serbia, Đại vương công Áo, etc., năm 1711. Ông thất bại trong việc giành ngai vàng Tây Ban Nha (Carlos III) sau cái chết của người bà con của ông, Carlos II của Tây Ban Nha, năm 1700 mà không để lại con cái kế vị. Ông cũng có yêu sách về các ngôi vị quân vương của Napoli (Carlo VI), Sardegna (Carlo III) và Sicilia (Carlo IV).
Ông thành hôn với Elisabeth Christine xứ Braunschweig-Wolfenbüttel, và họ có với nhau 2 người con sống sót đến tuổi trưởng thành: Maria Theresia, chào đời 1717, quân chủ cuối cùng của Vương tộc Habsburg, và Maria Anna, chào đời 1718, chồng bà được bổ nhiệm làm thống đốc cai quản đất Hà Lan thuộc Áo.
Bốn năm trước ngày sinh của Maria Theresia, với vấn đề thiếu người thừa kế nam, Hoàng đế Karl VI đã ban hành Sắc lệnh thực dụng 1713. Ông ủng hộ quyền kế vị của con gái mình, đứng trên các con của Cựu hoàng Joseph I, phủ nhận các nghị quyết mà ông đã ký dưới thời vua cha, Leopold I. Karl đã thực hiện các chiêu bài ngoại giao với các cường quốc châu Âu khác để họ chấp thuận không can thiệp vào việc kế vị của Áo. Các cường quốc đã đòi hỏi những yêu sách khắc nghiệt: Vương quốc Anh buộc Áo giải tán Công ty Thương mại nước ngoài của Áo. Tổng cộng, Vương quốc Anh, Vương quốc Pháp, Tuyển hầu quốc Sachsen-Liên bang Ba Lan-Litva, Cộng hòa Hà Lan, Đế quốc Tây Ban Nha, Cộng hòa Venezia, Lãnh địa Giáo hoàng, Vương quốc Phổ, Nga, Vương quốc Đan Mạch, Savoy-Sardinia, Tuyển hầu quốc Bayern, và Đại hội Đế chế đã công nhận sắc lệnh. Pháp, Tây Ban Nha, Saxony-Poland, Bayern và Phổ sau đó bội ước. Karl qua đời năm 1740, bắt đầu Chiến tranh kế vị Áo, chống lại quyền kế vị của Maria Theresia, kéo dài 8 năm.

## Tiểu sử

### Thời trẻ

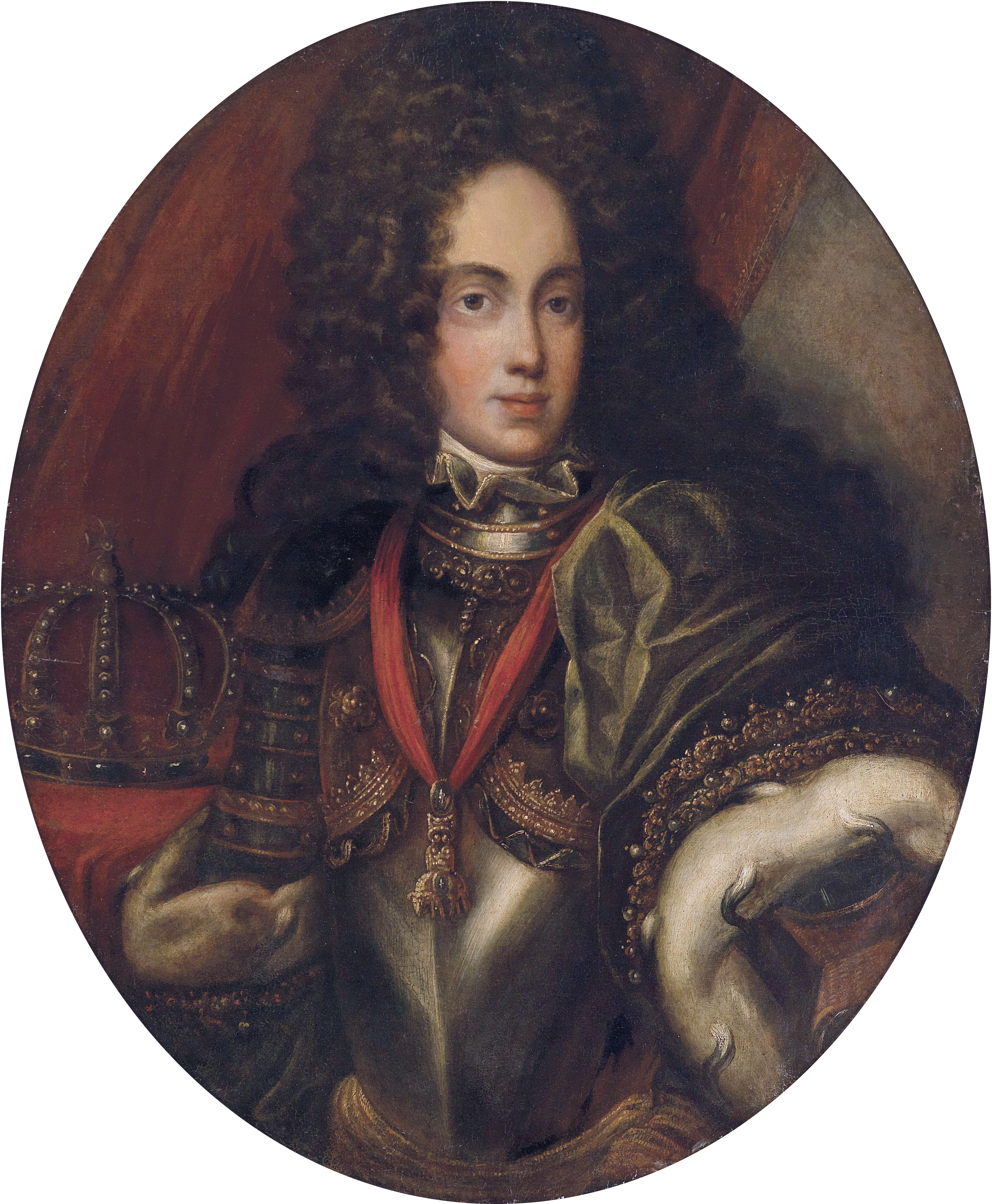
Hoàng đế tương lai Karl VI

Đại Công tước Karl (tên rửa tội Carolus Franciscus Josephus Wenceslaus Balthasar Johannes Antonius Ignatius), là con trai thứ hai của Hoàng đế Leopold I với người vợ thứ 3, Công nương Eleonor Magdalene của Neuburg, chào đời ngày 1 tháng 10 1685. Gia sư của ông là Anton Florian xứ Liechtenstein.
Sau cái chết của Carlos II của Tây Ban Nha, năm 1700, mà không có người kế vị, Karl tự xưng là Vua của Tây Ban Nha— vì cả hai Karl đều là thành viên Nhà Habsburg. Điều này dẫn tới Chiến tranh kế vị Tây Ban Nha, tranh chấp với một thành viên hoàng tộc Pháp, Philip, Công tước xứ Anjou, cháu vua Louis XIV của Pháp, kéo dài 40 năm. Vương quốc Bồ Đào Nha, Vương quốc Anh, Scotland, Ireland và phần lớn các vương hầu trong Thánh chế La Mã ủng hộ Karl. Charles III, đổ bộ lên đất Tây Ban Nha năm 1705 và ở đó 6 năm, nhưng chỉ nắm được quyền cai trị tại Catalonia, cho đến cái chết của anh ông, Joseph I, Hoàng đế La Mã Thần thánh; ông trở về Vienna về kế tự hoàng đế. Không muốn nhìn thấy Áo và Tây Ban Nha lập Liên minh cá nhân lần nữa, phía Vương quốc Anh rút lực lượng viện binh cho Áo, chiến tranh lên đến đỉnh điểm với các hiệp ước Utrecht và Rastatt ba năm sau. Hiệp ước 1713 được phê chuẩn, công nhận Philip là Vua của Tây Ban Nha, tuy nhiên, Vương quốc Naples, Công quốc Milan, đất Hà Lan thuộc Áo và Vương quốc Sardinia – vốn thuộc quyền quản lý của Tây Ban Nha, phải nhượng lại cho Áo. Để ngăn chặn liên minh cá nhân Pháp - Tây Ban Nha, Philip bị buộc phải từ bỏ quyền kế vị người ông trên ngai vàng Pháp. Karl thất vọng vì để mất Tây Ban Nha, và kết quả là ông bắt chước trang phục của một vị vua Tây Ban Nha, theo như sử gia Anh quốc Edward Crankshaw, bao gồm "một đôi màu đen và ống, giày màu đen và vớ đỏ".
Cha của Karl và các cố vấn quan tâm đến việc định hôn cho ông. Họ để mắt tới Elisabeth Christine xứ Braunschweig-Wolfenbüttel, con gái lớn của Louis Rudolph, Công tước xứ Brunswick-Wolfenbüttel. Bà nổi tiếng vì sắc đẹp của mình. Ngày 1 tháng 8 năm 1708, tại Barcelona, Charles kết hôn gián tiếp với bà. Bà sinh cho ông 2 cô con gái sống tới tuổi trưởng thành, Maria Theresa và Maria Anna.

### Kế vị nhà Habsburg

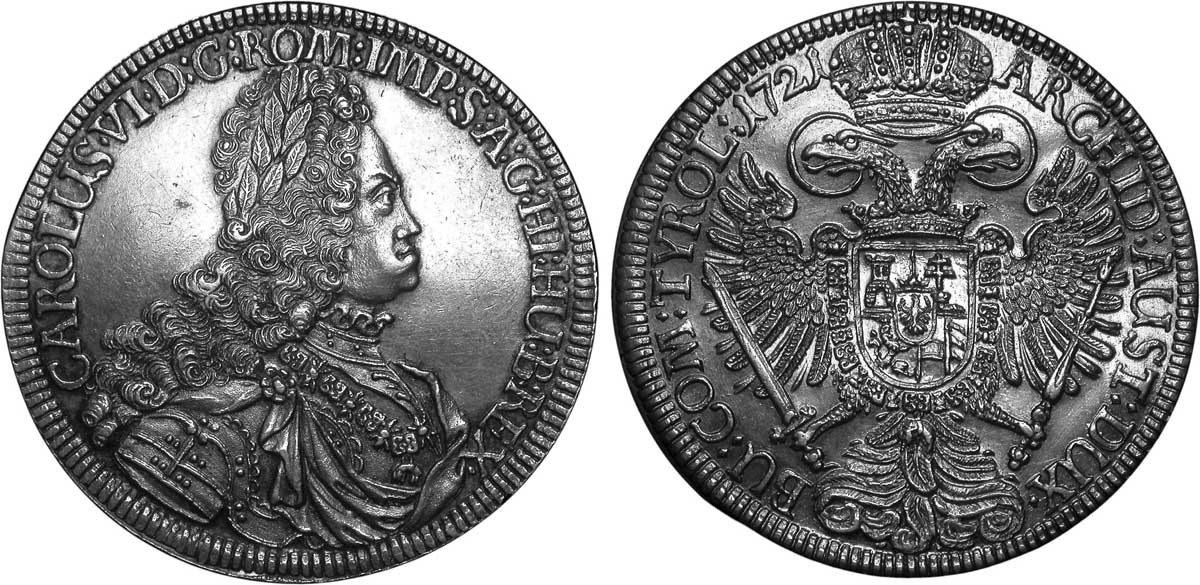
Karl VI, 1721

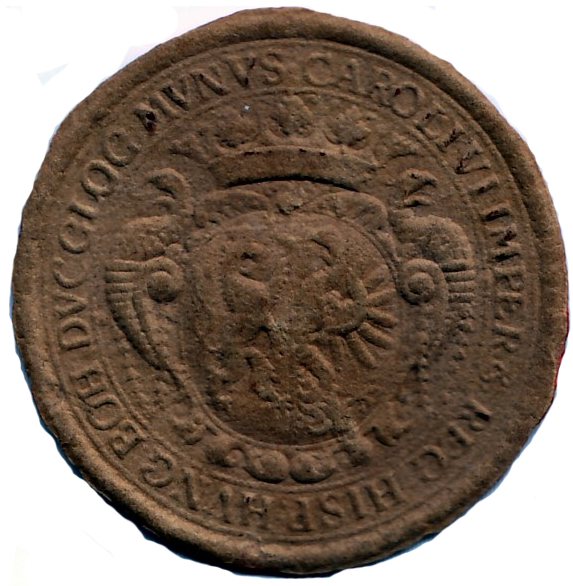
Hoàng đế La Mã Thần thánh, Vua của Bohemia, Vua của Hungary, embossed seal

Việc thiếu người thừa kế nam dẫn đến Sắc lệnh thực dụng 1713, tài liệu phủ quyết người thừa kế nam duy nhất (có hiệu lực trên tất cả các lãnh thổ của Harburg trừ Hungary, nơi Karl chỉ thuyết phục được họ chấp thuận sắc lệnh năm 1723). Hoàng đế ủng hộ quyền kế vị của con gái mình đứng trên các con gái của huynh trưởng Joseph I, và liên tục phủ nhận Hiệp định thừa kế Mutual mà ông đã ký dưới thời phụ thân, Leopold I. Trong 20 năm tiếp theo, Karl tranh thủ sự ủng hộ của các liệt cường châu Âu khác.

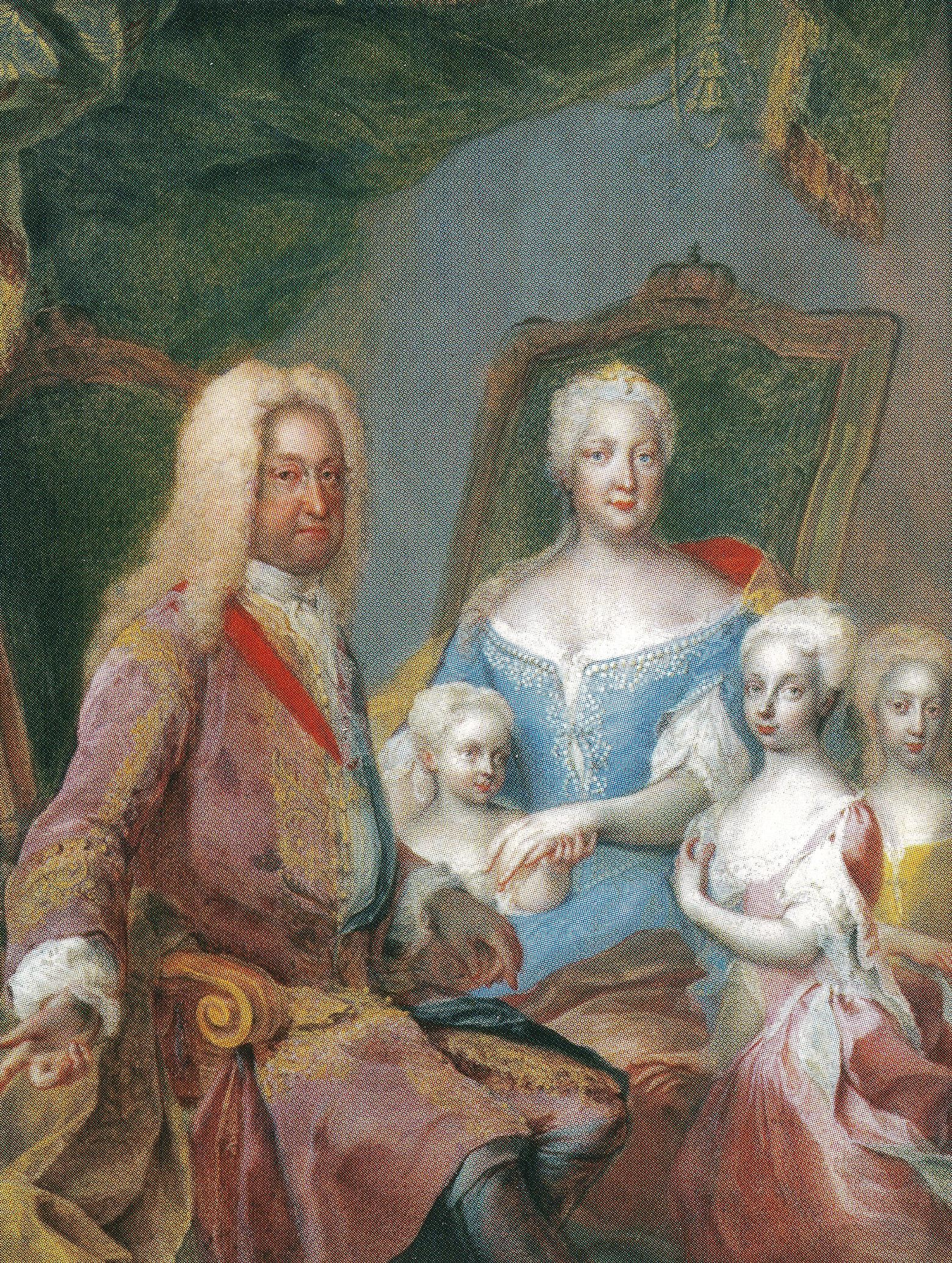
Karl VI với vợ và các con gái năm 1730.

Trong một thời gian ngắn, có vẻ như, Sắc lệnh thực dụng không phát huy tác dụng khi Elisabeth Christine hạ sinh một hoàng nam năm 1716. Nhưng cậu bé lại chết yểu. Một năm sau, Maria Theresia, người con lớn tuổi nhất còn sống tới khi trưởng thành của ông chào đời. Người đương thời viết rằng trong buổi lễ rửa tội của cô bé, Karl, mặc dù cố gắng lắm vẫn không giấu được nỗi thất vọng về giới tính của đứa bé. Năm sau một hoàng nữ nữa ra đời, Maria Anna.
Karl đã thành công trong Chiến tranh Áo-Thổ Nhĩ Kì 1716–18, sáp nhập Banat vào Hungary, và xác lập quyền cai trị của người Áo lên Serbia và Oltenia (Lesser Wallachia).
Chiến tranh liên minh bốn bên (1718-1720) diễn ra. Nó cũng khép lại bằng chiến thắng của người Áo; với Hiệp ước The Hague (1720), Karl đổi Sardinia, cho Công tước xứ Savoy, Victor Amadeus, để lấy Sicily, đảo lớn nhất tại Địa Trung Hải, nơi khó bảo vệ hơn Sardinia. Hiệp ước cũng công nhận con trai của Felipe V của Tây Ban Nha, Don Carlos (về sau là Charles III của Tây Ban Nha), là người kế tự Công quốc Parma và Đại Công quốc Tuscany; dù Charles trước đó đã xác nhận quyền thừa kế của Đại Công tước đương nhiệm, Anna Maria Luisa, Nữ Tuyển hầu Palatine.
Năm 1722, Karl thành lập Công ty Ostend để tăng cường giao lưu thương mại giữa châu Âu với Đông Ấn, Tây Ấn và Phi châu. Hợp đồng có hiệu lực trong 30 năm. Quốc khố của Áo nhận thêm từ 3 đến 6 phần trăm lợi tức hằng năm. Công ty cạnh tranh lợi ích với người Anh và Hà Lan và trong Hội nghị Vienna (1731), ông giải tán công ty để đổi lấy sự công nhận Sắc lệnh thực dụng của người Anh.

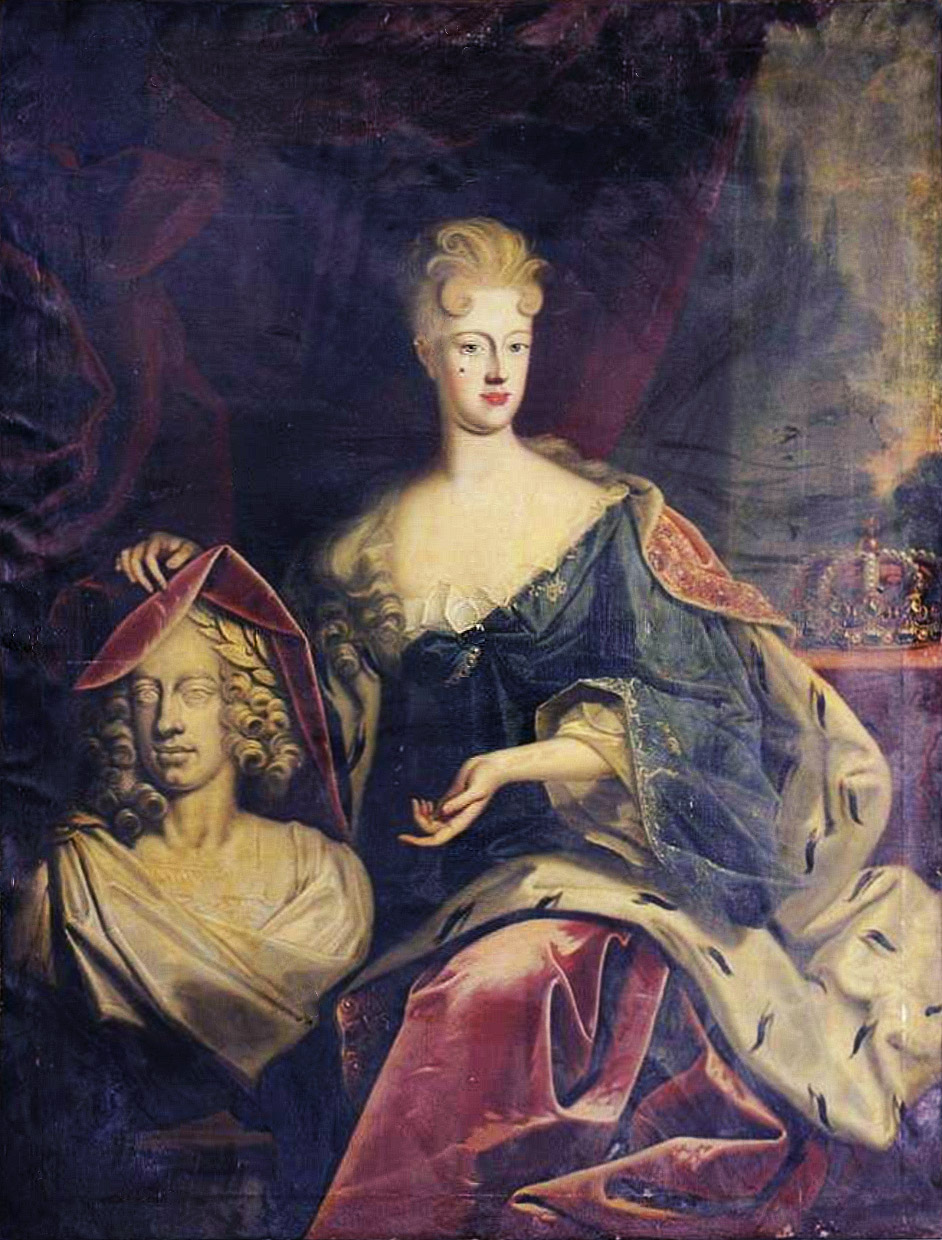
Hoàng hậu Elisabeth Christine, họa phẩm của Christoph Bernhard Francke, 1712.

Hòa bình ở châu Âu bị phá vỡ bởi Chiến tranh Kế vị Ba Lan (1733–1738), một cuộc tranh chấp ngai vàng giữa Augustus của Saxony, con trai lớn của vua trước, và Stanisław Leszczyński. Áo hỗ trợ Augustus, Pháp hỗ trợ Stanislaw; sau đó chiến tranh nổ ra. Với Hiệp ước Vienna (1738), Augustus lên ngôi nhưng Karl phải trao Vương quốc Naples cho Don Carlos, đổi lấy vùng đất nhỏ hơn là Công quốc Parma.
Việc chỉ hôn cho Maria Theresia được tiến hành từ khi cô còn nhỏ. Ban đầu bà được hứa gả Léopold Clément xứ Lorraine, người được cho là đã đi đến Vienna và gặp Maria Theresia. Nhưng ông qua đời vì bệnh đậu mùa năm 1723, khiến cho Maria Theresia thất vọng. Em trai Léopold Clément, Francis Stephen, được đưa đến Vienna và thay thế ông. Karl còn để ý đến những người khác (chẳng hạn Don Carlos) trước khi chấp nhận Francis. Vào cuối cuộc chiến kế vị Ba Lan, Pháp buộc Francis dâng Công quốc Lorraine (lãnh thổ thừa kế của ông), cho Stanisław Leszczyński, vua bị lật đổ của Ba Lan, sau khi ông ta chết đất này nhập vào ngôi vua Pháp. Karl yêu cầu Francis bỏ quyền kế vị ở Lorraine và nói với ông: "Từ bỏ, hoặc là không có được Nữ Đại Công tước." Francis chấp thuận; ông thành hôn với Maria Theresia tháng 2, 1736, và Lorraine được chuyển cho Stanisław vào tháng 7, 1737.
Năm 1737, Hoàng đế tiến hành cuộc chiến tranh với người Thổ và liên minh với Nga quốc. Không như cuộc chiến tranh trước, chiến tranh lần này kết thúc với thất bại của Áo. Phần lớn lãnh thổ đã lấy được trong năm 1718 (trừ Banat) đã bị chiếm lại. Sự bất mãn hình thành vì chi phí chiến tranh tốn kém, và người ta coi nhà cai trị Vienna; Francis của Lorraine, chồng Maria Theresia, là một điệp viên của người Pháp tại thành Vienna. Cuộc chiến phơi bày tình trạng tồi tệ của quân đội Áo, không đủ sức mạnh tài chính để duy trì cuộc chiến lâu dài mà không có sự hỗ trợ.

### Qua đời và di sản

Đồng xu kỷ niệm Tu viện Göttweig có hình Hoàng đế Karl VI

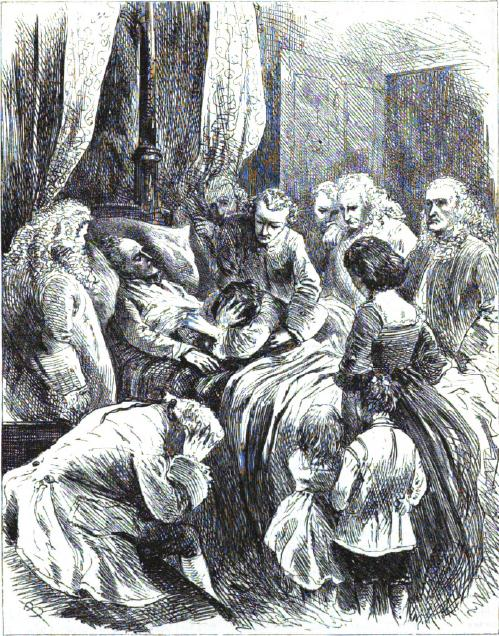
Cái chết của hoàng đế (Harper's New Monthly Magazine, Vol. 40, 1870).

Khi Karl qua đời, các lãnh thổ của nhà Habsburg ngập tràn trong nợ nần; quốc khố còn 100,000 florins; tình trạng đào ngũ lan tràn trong quân đội, lan đến doanh trại của Hoàng đế. Người đương thời mong rằng Áo-Hungary sẽ giải phóng khỏi ách nhà Habsburg sau khi ông chết.
Hoàng đế đã bị ốm, sau một chuyến đi săn qua biên giới Hung trong một "ngày ẩm và lạnh điển hình của tháng 10", tại Favorita Palace, Vienna, vào ông chết ngày 20 tháng 10 năm 1740 ở Hofburg. Trong quyển Memoirs của mình, Voltaire viết rằng nguyên nhân gây ra cái chết Charles là do ăn phải nấm độc. Karl chết, và Sắc lệnh thực dụng bị bác bỏ. Maria Theresia buộc phải dùng đến vũ lực để bảo vệ quyền thừa kế các lãnh thổ của bà trước sự đe dọa của Phổ, Bavaria, Pháp, Tây Ban Nha, Saxony và Ba Lan-khi liên quân các nước tiến sát biên giới Áo quốc sau cái chết của cha bà. Trong Chiến tranh Kế vị Áo, Maria Theresia bảo vệ được ngai vàng và phần lớn lãnh thổ nhưng bị mất vùng đất giàu có Công quốc Silesia cho người Phổ và Công quốc Parma cho người Tây Ban Nha.

## Con cái
| Tên            | Chân dung                                          | Lifespan                                   | Ghi chú |
| -------------- | -------------------------------------------------- | ------------------------------------------ | --- |
| Leopold John   | Tập tin:Coat of arms of the Vương tộc Habsburg.png | 13 tháng 4 năm 1716 – 4 tháng 11 năm 1716  | Đại vương công Áo, chết lúc 7 tháng tuổi. |
| Maria Theresia |                                                    | 13 tháng 5 năm 1717 – 29 tháng 11 năm 1780 | Nữ Đại vương công Áo và thừa tự nhà Habrburg, thành hôn với Francis III Stephen, Công tước xứ Lorraine, về sau là Franz I của Thánh chế La Mã |
| Maria Anna     |                                                    | 14 Tháng 9 1718 – 16 December 1744         | Nữ Đại vương công Áo, thành hôn với Vương công Charles Alexander của Lorraine                                                                 |
| Maria Amalia   |                                                    | 5 tháng 4 năm 1724 – 19 tháng 4 năm 1730   | Nữ Đại vương công Áo, mất khi mới lên 6. |

## Danh hiệu và huy hiệu

### Danh xưng
- 1 tháng 1685 – 12 tháng 10 năm 1711 His Royal Highness Đại Công tước Karl của Áo
  - 1 tháng 11 năm 1700 – 12 tháng 10 năm 1711 His Majesty Vua của Tây Ban Nha
- 12 tháng 10 năm 1711 – 20 tháng 10 năm 1740 His Imperial Majesty Hoàng đế La Mã Thần thánh

### Danh hiệu đầy đủ
Chức danh đầy đủ của Karl trên cương vị hoàng đế và người cai trị các vùng đất của nhà Habsburg cũng như người đòi ngôi vua Tây Ban Nha là: Karl, Nhờ ân điển của Chúa, Hoàng đế La Mã Thần thánh, vĩnh viễn đáng kính, Vua ở Đức, Castile, Aragon, Leon, kể cả Sicilies, Jerusalem, Hungary, Bohemia, Dalmatia, Croatia, Slavonia, Rama, Serbia, Galitia, Lodomeria, Cumania, Navarra, Grenada, Toledo, Valencia, Galicia, Mallorca, Sevilla, Sardinia, Cordova, Corsica, Murcia, Jaen, Algarve, Algeciras, Gibraltar, quần đảo Canary, những hòn đảo của Ấn Độ và đại lục của biển, Đại vương công Áo, Công tước xứ Burgundy, Brabant, Milan, Styria, Carinthia, Carniola, Limburg, Luxemburg, Gelderland, Württemberg, Upper và Hạ Silesia, Calabria, Athens và Neopatria, Vương công Swabia, Catalonia, Asturia, bá tước của Thánh chế La Mã, của Burgau, Moravia, Thượng và Hạ Lusatia, Hoàng thân Bá tước Habsburg, Flanders, Tyrol, ferrette, Kyburg, Gorizia, Artois, Lãnh chúa Alsace, bá tước Oristano, Bá tước của Goceano, Namur, Roussillon, Cerdagne, Lãnh chúa của Wendish March, Pordenone, Biscay, Molina, Salins, Tripoli và Mechelen, vv

## Tổ tiên
| \| \| \| \| \| \| \| \| \| \| \| \| \| \| \| \| \| \| \| \| 16. Karl II của Áo (=22) \| \| \| \| \| \| \| \| \| \| \| \| \| \| \| \| \| \| \| \| \| \| \| \| \| \| \| \| \| \| \| \| \| \| \| \| \| \| \| \| \| \| \| \| \| \| \| \| \| \| \| \| \| \| 8. Ferdinand II, Hoàng đế La Mã Thần thánh \| \| \| \| \| \| \| \| \| \| \| \| \| \| \| \| \| \| \| \| \| \| \| \| \| \| \| \| \| \| \| \| \| \| \| \| \| \| \| \| \| \| \| \| \| \| \| \| \| \| \| \| \| \| 17. Maria Anna của Bavaria (=23) \| \| \| \| \| \| \| \| \| \| \| \| \| \| \| \| \| \| \| \| \| \| \| \| \| \| \| \| \| \| \| \| \| \| \| \| \| \| \| \| \| \| \| \| \| \| \| \| \| \| \| \| \| \| 4. Ferdinand III, Hoàng đế La Mã Thần thánh \| \| \| \| \| \| \| \| \| \| \| \| \| \| \| \| \| \| \| \| \| \| \| \| \| \| \| \| \| \| \| \| \| \| \| \| \| \| \| \| \| \| \| \| \| \| \| \| \| \| \| \| \| \| 18. William V, Công tước xứ Bavaria (=26) \| \| \| \| \| \| \| \| \| \| \| \| \| \| \| \| \| \| \| \| \| \| \| \| \| \| \| \| \| \| \| \| \| \| \| \| \| \| \| \| \| \| \| \| \| \| \| \| \| \| \| \| \| \| 9. Maria Anna của Bavaria \| \| \| \| \| \| \| \| \| \| \| \| \| \| \| \| \| \| \| \| \| \| \| \| \| \| \| \| \| \| \| \| \| \| \| \| \| \| \| \| \| \| \| \| \| \| \| \| \| \| \| \| \| \| 19. Renata của Lorraine (=27) \| \| \| \| \| \| \| \| \| \| \| \| \| \| \| \| \| \| \| \| \| \| \| \| \| \| \| \| \| \| \| \| \| \| \| \| \| \| \| \| \| \| \| \| \| \| \| \| \| \| \| \| \| \| 2. Leopold I, Hoàng đế La Mã Thần thánh \| \| \| \| \| \| \| \| \| \| \| \| \| \| \| \| \| \| \| \| \| \| \| \| \| \| \| \| \| \| \| \| \| \| \| \| \| \| \| \| \| \| \| \| \| \| \| \| \| \| \| \| \| \| 20. Felipe II của Tây Ban Nha \| \| \| \| \| \| \| \| \| \| \| \| \| \| \| \| \| \| \| \| \| \| \| \| \| \| \| \| \| \| \| \| \| \| \| \| \| \| \| \| \| \| \| \| \| \| \| \| \| \| \| \| \| \| 10. Felipe III của Tây Ban Nha \| \| \| \| \| \| \| \| \| \| \| \| \| \| \| \| \| \| \| \| \| \| \| \| \| \| \| \| \| \| \| \| \| \| \| \| \| \| \| \| \| \| \| \| \| \| \| \| \| \| \| \| \| \| 21. Anna của Áo \| \| \| \| \| \| \| \| \| \| \| \| \| \| \| \| \| \| \| \| \| \| \| \| \| \| \| \| \| \| \| \| \| \| \| \| \| \| \| \| \| \| \| \| \| \| \| \| \| \| \| \| \| \| 5. Maria Anna của Tây Ban Nha \| \| \| \| \| \| \| \| \| \| \| \| \| \| \| \| \| \| \| \| \| \| \| \| \| \| \| \| \| \| \| \| \| \| \| \| \| \| \| \| \| \| \| \| \| \| \| \| \| \| \| \| \| \| 22. Karl II của Áo (=16) \| \| \| \| \| \| \| \| \| \| \| \| \| \| \| \| \| \| \| \| \| \| \| \| \| \| \| \| \| \| \| \| \| \| \| \| \| \| \| \| \| \| \| \| \| \| \| \| \| \| \| \| \| \| 11. Margaret của Áo \| \| \| \| \| \| \| \| \| \| \| \| \| \| \| \| \| \| \| \| \| \| \| \| \| \| \| \| \| \| \| \| \| \| \| \| \| \| \| \| \| \| \| \| \| \| \| \| \| \| \| \| \| \| 23. Maria Anna của Bavaria (=17) \| \| \| \| \| \| \| \| \| \| \| \| \| \| \| \| \| \| \| \| \| \| \| \| \| \| \| \| \| \| \| \| \| \| \| \| \| \| \| \| \| \| \| \| \| \| \| \| \| \| \| \| \| \| 1. Karl VI, Hoàng đế La Mã Thần thánh \| \| \| \| \| \| \| \| \| \| \| \| \| \| \| \| \| \| \| \| \| \| \| \| \| \| \| \| \| \| \| \| \| \| \| \| \| \| \| \| \| \| \| \| \| \| \| \| \| \| \| \| \| \| 24. Philip Louis, Count Palatine của Neuburg \| \| \| \| \| \| \| \| \| \| \| \| \| \| \| \| \| \| \| \| \| \| \| \| \| \| \| \| \| \| \| \| \| \| \| \| \| \| \| \| \| \| \| \| \| \| \| \| \| \| \| \| \| \| 12. Wolfgang Wilhelm, Count Palatine of Neuburg \| \| \| \| \| \| \| \| \| \| \| \| \| \| \| \| \| \| \| \| \| \| \| \| \| \| \| \| \| \| \| \| \| \| \| \| \| \| \| \| \| \| \| \| \| \| \| \| \| \| \| \| \| \| 25. Anna của Jülich-Cleves-Berg \| \| \| \| \| \| \| \| \| \| \| \| \| \| \| \| \| \| \| \| \| \| \| \| \| \| \| \| \| \| \| \| \| \| \| \| \| \| \| \| \| \| \| \| \| \| \| \| \| \| \| \| \| \| 6. Philipp Wilhelm, Tuyển hầu tước Palatine \| \| \| \| \| \| \| \| \| \| \| \| \| \| \| \| \| \| \| \| \| \| \| \| \| \| \| \| \| \| \| \| \| \| \| \| \| \| \| \| \| \| \| \| \| \| \| \| \| \| \| \| \| \| 26. William V, Công tước xứ Bavaria (=18) \| \| \| \| \| \| \| \| \| \| \| \| \| \| \| \| \| \| \| \| \| \| \| \| \| \| \| \| \| \| \| \| \| \| \| \| \| \| \| \| \| \| \| \| \| \| \| \| \| \| \| \| \| \| 13. Magdalene của Bavaria \| \| \| \| \| \| \| \| \| \| \| \| \| \| \| \| \| \| \| \| \| \| \| \| \| \| \| \| \| \| \| \| \| \| \| \| \| \| \| \| \| \| \| \| \| \| \| \| \| \| \| \| \| \| 27. Renata xứ Lorraine (=19) \| \| \| \| \| \| \| \| \| \| \| \| \| \| \| \| \| \| \| \| \| \| \| \| \| \| \| \| \| \| \| \| \| \| \| \| \| \| \| \| \| \| \| \| \| \| \| \| \| \| \| \| \| \| 3. Eleonore-Magdalena của Neuburg \| \| \| \| \| \| \| \| \| \| \| \| \| \| \| \| \| \| \| \| \| \| \| \| \| \| \| \| \| \| \| \| \| \| \| \| \| \| \| \| \| \| \| \| \| \| \| \| \| \| \| \| \| \| 28. Louis V, Lãnh chúa Hesse-Darmstadt \| \| \| \| \| \| \| \| \| \| \| \| \| \| \| \| \| \| \| \| \| \| \| \| \| \| \| \| \| \| \| \| \| \| \| \| \| \| \| \| \| \| \| \| \| \| \| \| \| \| \| \| \| \| 14. George II, Lãnh chúa Hesse-Darmstadt \| \| \| \| \| \| \| \| \| \| \| \| \| \| \| \| \| \| \| \| \| \| \| \| \| \| \| \| \| \| \| \| \| \| \| \| \| \| \| \| \| \| \| \| \| \| \| \| \| \| \| \| \| \| 29. Magdalene của Brandenburg \| \| \| \| \| \| \| \| \| \| \| \| \| \| \| \| \| \| \| \| \| \| \| \| \| \| \| \| \| \| \| \| \| \| \| \| \| \| \| \| \| \| \| \| \| \| \| \| \| \| \| \| \| \| 7. Elisabeth Amalie của Hesse-Darmstadt \| \| \| \| \| \| \| \| \| \| \| \| \| \| \| \| \| \| \| \| \| \| \| \| \| \| \| \| \| \| \| \| \| \| \| \| \| \| \| \| \| \| \| \| \| \| \| \| \| \| \| \| \| \| 30. John George I, Tuyển hầu tước Saxony \| \| \| \| \| \| \| \| \| \| \| \| \| \| \| \| \| \| \| \| \| \| \| \| \| \| \| \| \| \| \| \| \| \| \| \| \| \| \| \| \| \| \| \| \| \| \| \| \| \| \| \| \| \| 15. Sophia Eleonore của Saxony \| \| \| \| \| \| \| \| \| \| \| \| \| \| \| \| \| \| \| \| \| \| \| \| \| \| \| \| \| \| \| \| \| \| \| \| \| \| \| \| \| \| \| \| \| \| \| \| \| \| \| \| \| \| 31. Magdalene Sibylle của Phổ \| \| \| \| \| \| \| \| \| \| \| \| \| \| \| \| \| \| \| \| \| \| \| \| \| \| \| \| \| \| \| \| \| \| \| \| \| \| \| \| \| \| \| \| \| \| \| \| \| \| \| \| |                                                 |  |  |  |  |  |  |  |  |  |  |  |  |  |  |  |
| |                                                 |  |  |  |  |  |  |  |  |  |  |  |  |  |  |  |
| | 16. Karl II của Áo (=22)                        |  |  |  |  |  |  |  |  |  |  |  |  |  |  |  |
| |                                                 |  |  |  |  |  |  |  |  |  |  |  |  |  |  |  |
| |                                                 |  |  |  |  |  |  |  |  |  |  |  |  |  |  |  |
| | 8. Ferdinand II, Hoàng đế La Mã Thần thánh      |  |  |  |  |  |  |  |  |  |  |  |  |  |  |  |
| |                                                 |  |  |  |  |  |  |  |  |  |  |  |  |  |  |  |
| |                                                 |  |  |  |  |  |  |  |  |  |  |  |  |  |  |  |
| | 17. Maria Anna của Bavaria (=23)                |  |  |  |  |  |  |  |  |  |  |  |  |  |  |  |
| |                                                 |  |  |  |  |  |  |  |  |  |  |  |  |  |  |  |
| |                                                 |  |  |  |  |  |  |  |  |  |  |  |  |  |  |  |
| | 4. Ferdinand III, Hoàng đế La Mã Thần thánh     |  |  |  |  |  |  |  |  |  |  |  |  |  |  |  |
| |                                                 |  |  |  |  |  |  |  |  |  |  |  |  |  |  |  |
| |                                                 |  |  |  |  |  |  |  |  |  |  |  |  |  |  |  |
| | 18. William V, Công tước xứ Bavaria (=26)       |  |  |  |  |  |  |  |  |  |  |  |  |  |  |  |
| |                                                 |  |  |  |  |  |  |  |  |  |  |  |  |  |  |  |
| |                                                 |  |  |  |  |  |  |  |  |  |  |  |  |  |  |  |
| | 9. Maria Anna của Bavaria                       |  |  |  |  |  |  |  |  |  |  |  |  |  |  |  |
| |                                                 |  |  |  |  |  |  |  |  |  |  |  |  |  |  |  |
| |                                                 |  |  |  |  |  |  |  |  |  |  |  |  |  |  |  |
| | 19. Renata của Lorraine (=27)                   |  |  |  |  |  |  |  |  |  |  |  |  |  |  |  |
| |                                                 |  |  |  |  |  |  |  |  |  |  |  |  |  |  |  |
| |                                                 |  |  |  |  |  |  |  |  |  |  |  |  |  |  |  |
| | 2. Leopold I, Hoàng đế La Mã Thần thánh         |  |  |  |  |  |  |  |  |  |  |  |  |  |  |  |
| |                                                 |  |  |  |  |  |  |  |  |  |  |  |  |  |  |  |
| |                                                 |  |  |  |  |  |  |  |  |  |  |  |  |  |  |  |
| | 20. Felipe II của Tây Ban Nha                   |  |  |  |  |  |  |  |  |  |  |  |  |  |  |  |
| |                                                 |  |  |  |  |  |  |  |  |  |  |  |  |  |  |  |
| |                                                 |  |  |  |  |  |  |  |  |  |  |  |  |  |  |  |
| | 10. Felipe III của Tây Ban Nha                  |  |  |  |  |  |  |  |  |  |  |  |  |  |  |  |
| |                                                 |  |  |  |  |  |  |  |  |  |  |  |  |  |  |  |
| |                                                 |  |  |  |  |  |  |  |  |  |  |  |  |  |  |  |
| | 21. Anna của Áo                                 |  |  |  |  |  |  |  |  |  |  |  |  |  |  |  |
| |                                                 |  |  |  |  |  |  |  |  |  |  |  |  |  |  |  |
| |                                                 |  |  |  |  |  |  |  |  |  |  |  |  |  |  |  |
| | 5. Maria Anna của Tây Ban Nha                   |  |  |  |  |  |  |  |  |  |  |  |  |  |  |  |
| |                                                 |  |  |  |  |  |  |  |  |  |  |  |  |  |  |  |
| |                                                 |  |  |  |  |  |  |  |  |  |  |  |  |  |  |  |
| | 22. Karl II của Áo (=16)                        |  |  |  |  |  |  |  |  |  |  |  |  |  |  |  |
| |                                                 |  |  |  |  |  |  |  |  |  |  |  |  |  |  |  |
| |                                                 |  |  |  |  |  |  |  |  |  |  |  |  |  |  |  |
| | 11. Margaret của Áo                             |  |  |  |  |  |  |  |  |  |  |  |  |  |  |  |
| |                                                 |  |  |  |  |  |  |  |  |  |  |  |  |  |  |  |
| |                                                 |  |  |  |  |  |  |  |  |  |  |  |  |  |  |  |
| | 23. Maria Anna của Bavaria (=17)                |  |  |  |  |  |  |  |  |  |  |  |  |  |  |  |
| |                                                 |  |  |  |  |  |  |  |  |  |  |  |  |  |  |  |
| |                                                 |  |  |  |  |  |  |  |  |  |  |  |  |  |  |  |
| | 1. Karl VI, Hoàng đế La Mã Thần thánh           |  |  |  |  |  |  |  |  |  |  |  |  |  |  |  |
| |                                                 |  |  |  |  |  |  |  |  |  |  |  |  |  |  |  |
| |                                                 |  |  |  |  |  |  |  |  |  |  |  |  |  |  |  |
| | 24. Philip Louis, Count Palatine của Neuburg    |  |  |  |  |  |  |  |  |  |  |  |  |  |  |  |
| |                                                 |  |  |  |  |  |  |  |  |  |  |  |  |  |  |  |
| |                                                 |  |  |  |  |  |  |  |  |  |  |  |  |  |  |  |
| | 12. Wolfgang Wilhelm, Count Palatine of Neuburg |  |  |  |  |  |  |  |  |  |  |  |  |  |  |  |
| |                                                 |  |  |  |  |  |  |  |  |  |  |  |  |  |  |  |
| |                                                 |  |  |  |  |  |  |  |  |  |  |  |  |  |  |  |
| | 25. Anna của Jülich-Cleves-Berg                 |  |  |  |  |  |  |  |  |  |  |  |  |  |  |  |
| |                                                 |  |  |  |  |  |  |  |  |  |  |  |  |  |  |  |
| |                                                 |  |  |  |  |  |  |  |  |  |  |  |  |  |  |  |
| | 6. Philipp Wilhelm, Tuyển hầu tước Palatine     |  |  |  |  |  |  |  |  |  |  |  |  |  |  |  |
| |                                                 |  |  |  |  |  |  |  |  |  |  |  |  |  |  |  |
| |                                                 |  |  |  |  |  |  |  |  |  |  |  |  |  |  |  |
| | 26. William V, Công tước xứ Bavaria (=18)       |  |  |  |  |  |  |  |  |  |  |  |  |  |  |  |
| |                                                 |  |  |  |  |  |  |  |  |  |  |  |  |  |  |  |
| |                                                 |  |  |  |  |  |  |  |  |  |  |  |  |  |  |  |
| | 13. Magdalene của Bavaria                       |  |  |  |  |  |  |  |  |  |  |  |  |  |  |  |
| |                                                 |  |  |  |  |  |  |  |  |  |  |  |  |  |  |  |
| |                                                 |  |  |  |  |  |  |  |  |  |  |  |  |  |  |  |
| | 27. Renata xứ Lorraine (=19)                    |  |  |  |  |  |  |  |  |  |  |  |  |  |  |  |
| |                                                 |  |  |  |  |  |  |  |  |  |  |  |  |  |  |  |
| |                                                 |  |  |  |  |  |  |  |  |  |  |  |  |  |  |  |
| | 3. Eleonore-Magdalena của Neuburg               |  |  |  |  |  |  |  |  |  |  |  |  |  |  |  |
| |                                                 |  |  |  |  |  |  |  |  |  |  |  |  |  |  |  |
| |                                                 |  |  |  |  |  |  |  |  |  |  |  |  |  |  |  |
| | 28. Louis V, Lãnh chúa Hesse-Darmstadt          |  |  |  |  |  |  |  |  |  |  |  |  |  |  |  |
| |                                                 |  |  |  |  |  |  |  |  |  |  |  |  |  |  |  |
| |                                                 |  |  |  |  |  |  |  |  |  |  |  |  |  |  |  |
| | 14. George II, Lãnh chúa Hesse-Darmstadt        |  |  |  |  |  |  |  |  |  |  |  |  |  |  |  |
| |                                                 |  |  |  |  |  |  |  |  |  |  |  |  |  |  |  |
| |                                                 |  |  |  |  |  |  |  |  |  |  |  |  |  |  |  |
| | 29. Magdalene của Brandenburg                   |  |  |  |  |  |  |  |  |  |  |  |  |  |  |  |
| |                                                 |  |  |  |  |  |  |  |  |  |  |  |  |  |  |  |
| |                                                 |  |  |  |  |  |  |  |  |  |  |  |  |  |  |  |
| | 7. Elisabeth Amalie của Hesse-Darmstadt         |  |  |  |  |  |  |  |  |  |  |  |  |  |  |  |
| |                                                 |  |  |  |  |  |  |  |  |  |  |  |  |  |  |  |
| |                                                 |  |  |  |  |  |  |  |  |  |  |  |  |  |  |  |
| | 30. John George I, Tuyển hầu tước Saxony        |  |  |  |  |  |  |  |  |  |  |  |  |  |  |  |
| |                                                 |  |  |  |  |  |  |  |  |  |  |  |  |  |  |  |
| |                                                 |  |  |  |  |  |  |  |  |  |  |  |  |  |  |  |
| | 15. Sophia Eleonore của Saxony                  |  |  |  |  |  |  |  |  |  |  |  |  |  |  |  |
| |                                                 |  |  |  |  |  |  |  |  |  |  |  |  |  |  |  |
| |                                                 |  |  |  |  |  |  |  |  |  |  |  |  |  |  |  |
| | 31. Magdalene Sibylle của Phổ                   |  |  |  |  |  |  |  |  |  |  |  |  |  |  |  |
| |                                                 |  |  |  |  |  |  |  |  |  |  |  |  |  |  |  |
| |                                                 |  |  |  |  |  |  |  |  |  |  |  |  |  |  |  |